# Roland Horngacher
Roland Horngacher (* 28. Jänner 1960) ist ein ehemaliger Angehöriger des österreichischen Wachkörpers Bundespolizei und trug als Landespolizeikommandant des Landespolizeikommandos Wien die Verwendungsbezeichnung General. Seit 9. August 2006 wurde er von dieser Funktion wegen seiner Rolle als Schlüsselfigur in der Amtsmissbrauchaffäre der Wiener Polizei suspendiert. Durch eine rechtskräftige Verurteilung in Höhe von 15 Monaten bedingter Haft verlor er im Oktober 2008 seinen Beamtenstatus zugleich mit seiner Arbeitsstelle bei der Polizei.

## Karriereverlauf
Nach Abschluss seines Jusstudiums im Jahr 1984 absolvierte er bis 1986 seine Gerichtspraxis und war auch Richteramtsanwärter. Nach Ableistung seines Präsenzdienstes, wurde er noch 1986 in den Dienst der Bundespolizeidirektion Wien aufgenommen, wo seine erste Stelle die eines Referenten im Kommissariat Ottakring war. Diese Stelle bekleidete er bis Ende 1989, während dieser Zeit erfolgte auch die Grundausbildung an der Verwaltungsakademie des Bundes.
Mit Beginn des Jahres 1990 wechselte Horngacher in die Wirtschaftspolizei, wo er bis 2002 vom Referenten über den stellvertretenden Leiter bis zum Leiter dieser Abteilung aufstieg. 2002 wurde Horngacher zum Leiter des Kriminalamtes Wien bestellt, wo er für die Schwerkriminalitätsbekämpfung in Wien zuständig war.
Mit der Zusammenlegung von Bundesgendarmerie, Bundessicherheitswachekorps und Kriminalbeamtenkorps im Juli 2005 wurde Horngacher zum Landespolizeikommandanten von Wien bestellt. Er wechselte somit als Polizeijurist in den Wachkörper, welcher bis dahin in Wien fast immer von Beamten geführt wurde, welche aus diesem selbst aufstiegen und als „gelernte Polizisten“ galten, im Gegensatz zu Horngacher, welcher nie eine polizeiliche Grundausbildung genoss.
Am 12. Februar 2007 wurde Horngacher wegen schwerer dienst- und strafrechtlicher Vorwürfe vom Dienst suspendiert. Dies war eine der letzten Amtshandlungen von Wolfgang Schüssel „drei Stunden vor seinem Ausscheiden als Bundeskanzler und Innenminister“. Der damalige Polizeipräsident Peter Stiedl schloss eine Rückkehr Horngachers zur Polizei aus. Am 17. Oktober 2007 wurde Horngacher von einem Schöffensenat am Straflandesgericht Wien wegen Amtsmissbrauches und Verletzung des Amtsgeheimnisses zu einer 15-monatigen bedingten Haftstrafe verurteilt. Am 22. Juli 2008 wurde bekannt, dass der OGH den Schuldspruch bestätigt hat und dieser somit nun rechtskräftig ist.
Am 29. Juli 2008 gab Horngacher bekannt, die Berufung über seine Verwendungsänderung, vom Landespolizeikommandantenposten auf einen weit geringer bewerteten, zurückzuziehen. Damit machte er, unabhängig von weiteren gerichtlichen oder disziplinären Urteilen, den Weg frei für eine Neuausschreibung des Wiener Landespolizeikommandanten.
Am 6. Oktober 2008 wurde veröffentlicht, dass das OLG Wien die Strafe von 15 Monaten nicht herabsetzt. Das Urteil ist rechtskräftig. Horngacher verlor dadurch von Gesetzes wegen (§ 27 Abs. 1 Z 1 StGB) den Beamtenstatus und seine Arbeit bei der Polizei.
Heute ist Horngacher als Rechtsberater für ein Casino-Unternehmen tätig.

## Auszeichnungen
- 2005: Goldenes Ehrenzeichen für Verdienste um das Land Wien